# TSUBAME
TSUBAME，是设置在东京工业大学内的超级计算机。由校方、昇陽電腦以及日本电气联合制造。
名称的日文原意是燕子，代表了东京工业大学的校徽。

## TSUBAME 2.0
NEC与惠普合作的TSUBAME系列第二代是日本第一个petaflop机器.  在top500 2011年6月榜单中 TSUBAME 2.0排第五.